# Dirinaria minuta
Dirinaria minuta är en lavart som beskrevs av Kalb 2001. Dirinaria minuta ingår i släktet Dirinaria och familjen Caliciaceae.   Inga underarter finns listade i Catalogue of Life.